# Sławomir Kulpowicz

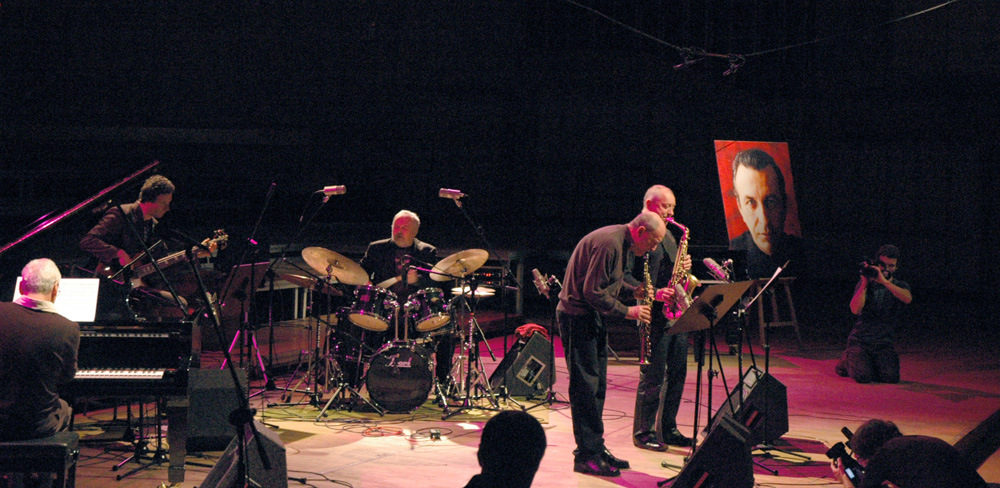
Koncert poświęcony Sławomirowi Kulpowiczowi w studio Polskiego Radia w lutym 2009 – na scenie Jazz Carriers

Sławomir Kulpowicz (ur. 17 stycznia 1952 w Warszawie, zm. 7 lutego 2008) – polski pianista, kompozytor i producent jazzowy, w latach 1977–1980 członek formacji The Quartet.

## Życiorys
Był synem Witolda Kulpowicza, kompozytora i pedagoga, autora podręczników gry na akordeonie. Naukę gry na pianinie rozpoczął w wieku 5 lat. Był absolwentem klasy fortepianu Średniej Szkoły Muzycznej w Warszawie oraz Wydziału Jazzu i Muzyki Rozrywkowej AM w Katowicach z 1974. Uczeń Andrzeja Jasińskiego oraz Anny i Jerzego Żurawlewów. W czasie studiów związany był z zespołem Silesian Set, następnie po powrocie do stolicy był członkiem Kwartetu Zbigniewa Namysłowskiego, z którym w latach 1976–1977 koncertował w kraju i zagranicą. Od 1977 współtworzył z Tomaszem Szukalskim znaną formację The Quartet. Interesował się kulturą i muzyką Indii. Jeszcze w latach 60. XX w. pojechał tam po raz pierwszy (razem ze Zbigniewem Namysłowskim). Później bywał często, nawiązując przyjaźnie i grając z tamtejszymi muzykami m.in. z Shujaatem Khanem (sitar). Indie i ich muzyka były też drogą do poznania wdowy po Johnie Coltrane – Alice Coltrane. Trzykrotnie solowo występował na John Coltrane Festival w Los Angeles.
W 1981 zorganizował swój pierwszy własny zespół: InFormation, grający w bardzo różnych składach: od duetu i tria z Czesławem Bartkowskim i Witoldem Szczurkiem poprzez kwartet (Bartkowski, Szczurek i Tomasz Stańko) aż po sekstet (gdy do poprzednich muzyków dołączali Andrzej Olejniczak i Krzysztof Medyna na saksofonach tenorowych oraz Dominik Wit na tubie). Oprócz koncertów solowych grał później z muzykami, którym proponował współpracę w ramach zespołów Private Music i New Formation.
Jako twórca nie zamykał się tylko w kręgu jazzu i wspomnianej muzyki hinduskiej. Tworzył też z artystami takimi jak Marek Bałata, Barbara Dziekan, Czesław Niemen, Janusz Smyk, Anna Maria Jopek, John Porter, Stanisław Sojka czy Mieczysław Szcześniak; a wśród wykonawców zagranicznych również Burhan Ocal z Turcji.
Był również autorem muzyki do spektakli baletowych i teatralnych, m.in. muzyki do baletu pt. „Kobro” w reżyserii Graya Veredona z udziałem znanej tancerki-improwizatorki Iliany Alvarado. Balet wystawiany był w Teatrze Wielkim w Łodzi. W 2003 muzyka została wyróżniona „Złotą Maską”.
Muzyk zmagał się z chorobą nowotworową. 19 lutego 2008 został pochowany na cmentarzu Wojskowym na Powązkach w Warszawie (kwatera B43-4-8).

## Dyskografia
- 1981: In/Formation (Poljazz PSJ 88)
- 1982: John Porter – China Disco (Poljazz/Pronit M 0002)
- 1983: Three Études / Prasad In Mangalore PSJ-134 (Poljazz)
- 1987: Samarpan Sławomir Kulpowicz, Czesław Niemen (Polskie Nagrania „Muza” SX 2508)
- 1989: Sadhana Sławomir Kulpowicz (Polskie Nagrania „Muza” SX 2686)
- 1997: Zbigniew Kunkowski, Nikodem Wikliński – Stół Pański „Gadające drzewo” (Zbig Records 001)
- 2002: Stanisław Sojka – Soykanova (Pomaton EMI)